# Верхньо-Териберська ГЕС
Верхньо-Териберська ГЕС — гідроелектростанція у Мурманській області Росії. Знаходячись перед Нижньо-Териберською ГЕС (26,5 МВт), становить верхній ступінь каскаду на річці Териберка, яка витікає з озера Реп'ярв та впадає до Териберської губи (Баренцове море).
В межах проекту річку перекрили земляною греблею висотою 43 метра та довжиною 368 метрів, крім того, для закриття сідловин знадобились чотири земляні дамби висотою до 16 метрів та загальною довжиною 787 метрів. Разом вони утримують водосховище з площею поверхні 31,1 км2 та об'ємом 452 млн м3 (корисний об'єм 258 млн м3). 
За кілька кілометрів ліворуч від греблі починається канал довжиною 0,9 км, який переходить у напірну шахту глибиною 80 метрів та діаметром 6,1 метра, котра в свою чергу передає ресурс до підвідного тунелю довжиною 1,3 км. Основне обладнання станції становить одна турбіна типу Френсіс потужністю 130 МВт, яка використовує напір у 111 метрів та забезпечує виробництво 236 млн кВт-год електроенергії на рік.
Відпрацьована вода повертається у річку по відвідному каналу довжиною 0,6 км.
Видача продукції відбувається по ЛЕП, розрахованій на роботу під напругою 150 кВ.